# 哈罗德·史蒂芬·布莱克
哈罗德·史蒂芬·布莱克（1898年4月14日—1983年12月11日）是一位美国电气工程师，知名于在1927年发明了负反馈放大器。